# IWAイーストコースト
IWAイーストコースト（IWA East Coast）は、アメリカ合衆国のプロレス団体。正式名称はインディペンデント・レスリング・アソシエーション・イーストコースト（Independent Wrestling Association East Coast）。

## 歴史
2004年、マッドマン・ポンドが設立して旗揚げ戦を開催。
ハードコアマッチによる展開を特色としている。
ウエストバージニア州中西部に位置するダンバーという町に本部を置いている。

## タイトル
トーナメント戦
- マスターズ・オブ・ペイン